# Fays (Sprimont)
Pour les articles homonymes, voir Fays.
Fays appelé aussi Le Fays est un hameau de la commune belge de Sprimont située en Région wallonne dans la province de Liège.
Avant la fusion des communes de 1977, Fays faisait déjà partie de la commune de Sprimont.

## Étymologie
Fays tirerait son nom du latin fagus, fagi signifiant hêtre(s), hêtraie.

## Situation
Ce hameau se trouve sur un site en promontoire (altitude 230 m) surplombant la vallée de l'Ourthe (de plus de 130 m) ainsi que la vallée de la Haze et le vallon de Picopré. Fays se situe entre les hameaux de Chaply, Lincé et Chanxhe.

## Description
Le noyau ancien du hameau - appelé Fays Village - se compose principalement de fermettes avec cours et de maisons construites en moellons de grès provenant des carrières avoisinantes. Les toits sont couverts de tuiles rouges ou grises. À l'ombre d'un érable, une petite chapelle occupe le centre de la place de ce hameau condrusien. 
À l'est de Fays, en direction de Lincé, après un quartier résidentiel de construction plus récente, se trouve la ferme de Ménage bâtie dans la partie supérieure du vallon de Picopré.